# Эскола, Олев
Олев Эскола (эст. Olev Eskola, при рождении Олаф Эсперк (эст. Olaf Esperk); 18 ноября 1914, Ревель, Российская империя — 4 апреля 1990, Кассари, Эстонская ССР, СССР) — советский актёр. Заслуженный артист Эстонской ССР (1957). Выступал на радио и телевидении.

## Биография

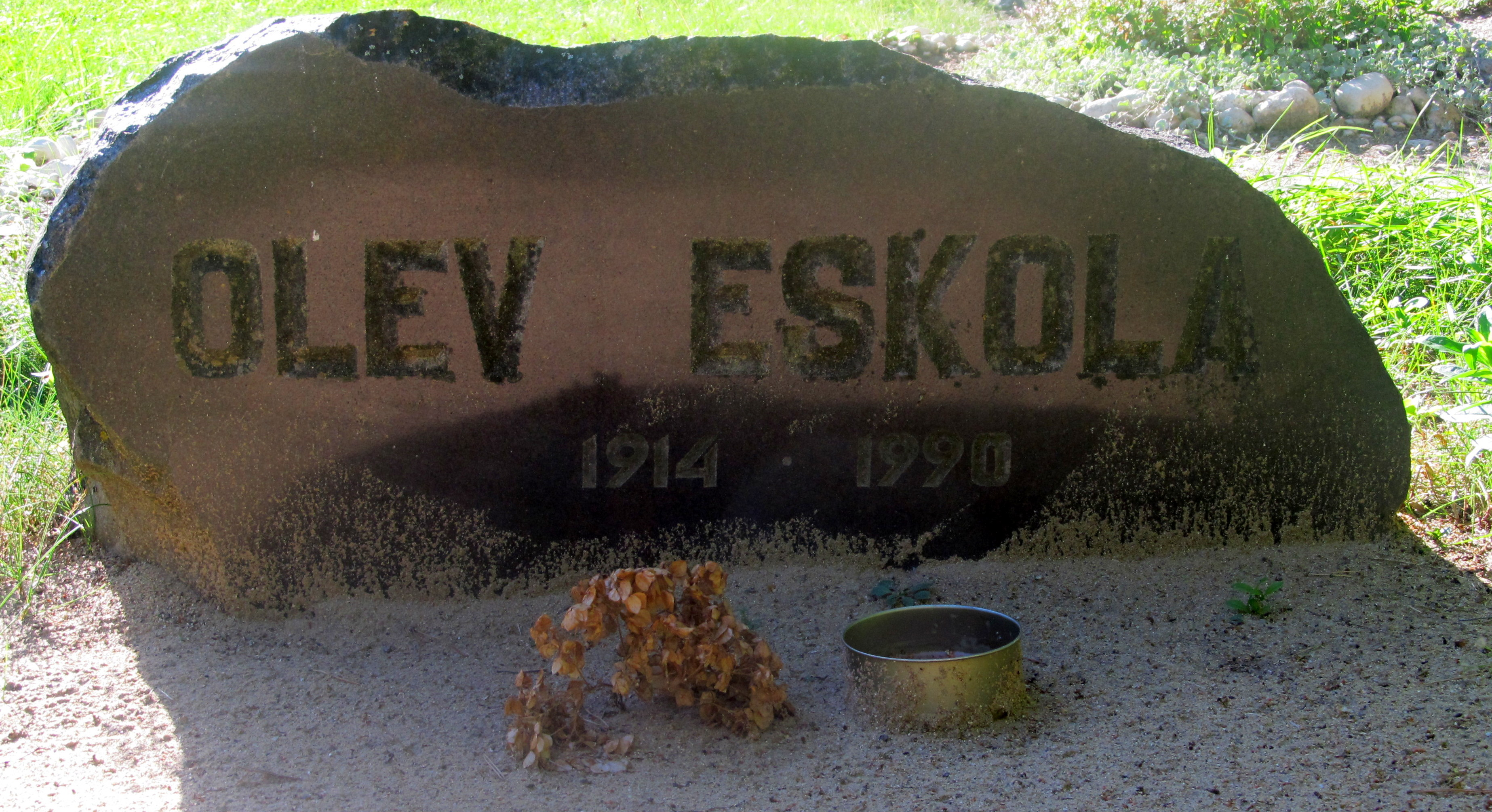
Могила актёра

Родился 18 ноября 1914 года в Ревеле. Работал в театре «Эстония» (1931—1935, 1944—1949). С 1949 года — актёр Таллинского драматического театра им. Кингисеппа. В кино с 1955 года. За всю карьеру в кино получил 37 ролей.
Умер 4 апреля 1990 года на острове Кассари. Похоронен на кладбище Кассари.

## Семья
Его брат Антс Эскола также был известным актёром.

## Фильмография
- 1955 — Яхты в море — Пауль Алус
- 1956 — На задворках — Кярт
- 1958 — Капитан первого ранга —  граф Леопольд Эверлинг
- 1959 — Подводные рифы — эпизод
- 1959 — Незваные гости — Окс
- 1964 — Новый нечистый из преисподней — констебель
- 1964 — Генерал и маргаритки — Шнорке
- 1965 — По тонкому льду — штурмбаннфюрер Земельбауэр
- 1965 — Им было восемнадцать — Виккель, пастор
- 1966 — Письма с острова Чудаков — штурман
- 1967 — Взорванный ад — полковник Анберг
- 1968 — Эксперимент доктора Абста — немецкий адмирал
- 1969 — Повесть о чекисте — герр Тагнер, военный комендант портового города
- 1969 — Гладиатор — психиатр
- 1969 — Он был не один — адмирал
- 1970 — Море в огне
- 1970 — Освобождение — Артур фон Кристман, представитель Международного Красного Креста, читавший заявление швейцарских газет о встрече делегации МКК со Сталиным, в лагере Заксенхаузен, агент гестапо, любовник жены французского консула
- 1970 — Судьба резидента — дипломат и разведчик Фридрих Клотц
- 1970 — Риск — Ганс Зеллер, оберштурмбаннфюрер, шеф гестапо (в титрах Онев Эскола, дублировал Владимир Кенигсон)
- 1970 — А человек играет на трубе — герр Гофман
- 1971 — Я, следователь — Астафьев
- 1971 — Последний рейс «Альбатроса» — Вагнер, штандартенфюрер
- 1971 — Полонез Огинского — Кунц
- 1973 — Земля, до востребования — Дрегер, консул
- 1973 — Возвращение скрипки — Гофман, штандартенфюрер
- 1973 — Адрес вашего дома
- 1974 — Мститель из Гянджабасара
- 1976 — Школа господина Мауруса
- 1979 — Похищение «Савойи» — Роггерс
- 1980 — Контрольная полоса — Крамер
- 1981 — На грани веков — Гетлинг
- 1983 — Выстрел в лесу — Чукурс
- 1983 — Ворота в небо — Хольцман
- 1984 — Капитан Фракасс — Его Высочество Принц де Валломбрез
- 1985 — Свора — сенатор Генри